# Jádro sítě GPRS
Jádro sítě GPRS nebo páteřní síť GPRS (anglicky GPRS core network) je centrální část sítě General Packet Radio Service (GPRS), která umožňuje používat mobilní sítě 2G, 3G a W-CDMA jako připojení do externích sítí pro přenos dat, především pro přenos IP paketů pro přístup k síti Internet. Rozšířením síťového spínacího subsystému sítí 2. generace sítě GSM o GPRS se přineslo novou funkcionalitu, díky které se tyto sítě označují jako 2.5G.

## Obecné podpůrné funkce

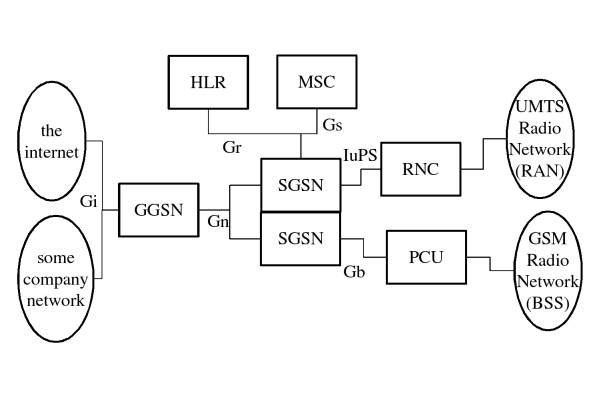
Jádro sítě GPRS

Jádro sítě GPRS zajišťuje mobility management, řízení relací a poskytuje transportní vrstvu pro paketové služby IP v sítích GSM a W-CDMA. Jádro sítě poskytuje také podporu pro doplňkové funkce, jako je například účtování a zákonný odposlech.
PRS modul je systém řízený otevřenými standardy. Normalizační orgán je 3GPP.
Prakticky stejná architektura pro službu přenosu paketů byla použita také v dřívějším americkém mobilním systému 2. generace D-AMPS (TDMA); všechny tyto sítě byly před rokem 2010 převedeny na sítě GSM nebo CDMA2000.

## GPRS Tunneling Protocol
Tunelovací protokol GPRS (anglicky GPRS Tunneling Protocol, GTP) je definující protokol jádra sítě GPRS založený na IP. V první řadě je to protokol, který umožňuje koncovým účastníkům GSM nebo W-CDMA sítě přesouvat se z místa na místo a bez ztráty spojení k Internetu, jako by pracoval z jednoho místa, z bránového podpůrného uzlu GPRS (anglicky Gateway GPRS support node, GGSN). Je to realizováno přenosem účastnických dat mezi aktuálním obslužným podpůrným uzlem GPRS (anglicky serving GPRS support node, SGSN) a GGSN, který zabezpečuje relaci účastníka. Jádro sítě GPRS používá tři druhy GTP:
GTP-Upro přenos uživatelských dat v oddělených tunelech pro každý PDP kontext
GTP-Cpro řídicí účely včetně:
- vytváření a rušení PDP kontextů
- ověření dosažitelnosti GSN
- aktualizací polohy při přesunu účastníka z oblasti obsluhované jedním SGSN do oblasti jiného SGSN

GTP'pro přenos účtovacích dat z uzlů GSN na uzly s provádějící účtování.
Uzly GGSN a SGSN (souhrnně označované jako GSN) přijímají GTP-C zprávy na UDP portu 2123 a GTP-U zprávy na portu 2152. V rámci jedné sítě je tato komunikace přímá, v případě mezinárodního iroamingu se uskutečňuje prostřednictvím roamingové ústředny GPRS (anglicky GPRS roaming exchange, GRX).
Bránová účtovací funkce (anglicky charging gateway function, CGF) přijímá GTP' zprávy odeslané z uzlů GSN na TCP nebo UDP port 3386. Jádro sítě posílá na CGF účtovací informace, které obvykle obsahují trvání aktivace PDP kontextu a objem dat přenesených koncovým účastníkem. Tato komunikace, která se uskutečňuje v rámci jedné sítě, není příliš standardizována a v závislosti na dodavatelských a konfiguračních volbách může používat proprietární kódování nebo dokonce kompletně proprietární systém.
GTP verze 0 umožňuje přenos signalizace i uživatelských dat s použitím jednoho generického záhlaví. Lze jej použít s UDP nebo TCP na registrovaném portu 3386. GTP verze 1 používá pouze UDP. Protokol řídící roviny GTP-C (Control) používá registrovaný port 2123 a protokol uživatelské roviny GTP-U (uživatel) používá registrovaný port 2152.

## Uzel podpory GPRS
Uzel podpory GPRS (anglicky GPRS support node, GSN) je síťový uzel, který zajišťuje podporu GPRS v páteřní síti GSM. Všechny uzly GSN by měly mít rozhraní Gn a podporovat tunelovací protokol GPRS. Podle funkce dělíme GSN na bránové a obslužné uzly podpory GPRS – GGSN a SGSN.

### GGSN
Bránový uzel podpory GPRS (anglicky GPRS Gateway GPRS support node, GGSN) je hlavním prvkem sítě GPRS. GGSN je zodpovědný za propojení sítí GPRS s vnějšími sítěmi s přepojováním paketů, jako je Internet a X.25 sítě.
Při pohledu z vnějšku je GGSN router do "podsítě", protože GGSN 'skrývá' GPRS infrastrukturu před vnějšími sítěmi. Když GGSN přijme data určená pro určitého mobilního účastníka, zkontroluje, zda je účastník aktivní. Pokud ano, GGSN pošle data na SGSN obsluhující tohoto mobilního účastníka; pokud ne, GGSN data zahodí. Naopak pakety z mobilního telefonu GGSN směruje do správné sítě.
GGSN je kotevní bod, který umožňuje mobilitu uživatelského terminálu v sítích GPRS/UMTS. Lze říci, že GGSN plní v síti GPRS roli domovského agenta v protokolu Mobile IP; udržuje směrování potřebné pro tunelování protokolových datových jednotek (PDU) do SGSN, které obsluhuje konkrétní MS (mobilní stanici).
GGSN převádí GPRS pakety přicházející z SGSN do správného formátu paketového datového protokolu (PDP) (např. IP nebo X.25) a posílá je do odpovídající paketové datové sítě. V opačném směru jsou PDP adresy příchozích datových paketů převáděny na GSM adresu cílového účastníka. Pakety s upravenou adresou se posílají odpovědnému SGSN. Za tímto účelem si GGSN ukládá aktuální SGSN adresu účastníka a jeho profil ve svém registru umístění. GGSN je zodpovědné za přidělování IP adres a je výchozím routerem připojeného uživatelského zařízení (UE). GGSN také zajišťuje ověřování a účtování.
K dalším funkcím patří screening účastníka, řízení zásoby IP adres a mapování adres, zajišťování QoS a PDP kontextu.
U sítí LTE vykonává funkci GGSN SAE brána a funkci SGSN MME.

### SGSN
Obslužný uzel podpory GPRS (anglicky Serving GPRS support node, SGSN) je zodpovědný za doručování datových paketů z mobilní stanice a na mobilní stanici v rámci své geografické obslužné oblasti. K jeho úkolům patří směrování a přenos paketů, mobility management (připojení/odpojení a řízení polohy), správa logické linky a funkce ověřování a účtování. Registr umístění SGSN ukládá informace o umístění (např. aktuální buňku, aktuální VLR) a účastnické profily (např. číslo IMSI používané v paketové datové síti) všech GPRS účastníků v něm registrovaných.

#### Společné funkce SGSN
- Přijímá GTP pakety z tunelu od GGSN (downlink)
- Tuneluje IP pakety směrem ke GGSN (uplink)
- Provádí mobility management jako pohotovostní režim mobilních pohybuje z jedné oblasti do druhé Routing Routing Area
- Shromažďuje fakturační údaje účastníka

#### SGSN funkce specifické proGSM/EDGE
- Maximální rychlost přenosu dat je přibližně 60 kbit/s (přibližně 150 kbit/s pro EDGE) na 1 účastníka
- Připojení k řídicí jednotce paketů přes Frame Relay nebo IP pomocí zásobníku protokolů rozhraní Gb
- Příjem dat z mobilní stanice a vytváření IP paketů
- Šifrování paketů odesílaných na mobilní telefon (downlink) a dešifrování paketů v opačném směru (uplink)
- Mobility management na úrovni buňky pro mobilní stanice v připojeném režimu

#### SGSN funkce specifické proW-CDMA
- Přenos dat rychlostí až 42 Mbit/s (downlink) a 5,8 Mbit/s (uplink) (pro HSPA+)
- Příjem paketů z tunelu k Radio Network Controller (RNC) a odesílání paketů jdoucí opačným směrem tímto tunelem
- Mobility management na úrovni RNC pro mobilní stanice v připojeném režimu

## Přístupový bod
Slovní spojení přístupový bod označuje:
- IP síť, ke které může být mobilní stanice připojena
- Soubor nastavení, která se používají pro toto připojení
- Vybranou možnost ze sady nastavení v mobilním telefonu

Přístupový bod je vybrán, když mobilní telefon GPRS vytvoří PDP kontext. V tomto bodě se určí Access Point Name (APN)
```
   Příklad: aricenttechnologies.mnc012.mcc345.gprs
   Příklad: Internet
   Příklad: mywap
   Příklad: hcl.cisco.ggsn
```

Jméno přístupového bodu se použije pro DNS dotaz do privátní DNS sítě. Výsledkem tohoto procesu je IP adresu GGSN (tzv. určení APN), které bude sloužit jako přístupový bod. V tom okamžiku může být aktivován PDP kontext.

## PDP kontext
PDP kontext (např. IP, X.25, FrameRelay) je datová struktura přítomná na SGSN i GGSN, která, pokud účastník má aktivní relaci, obsahuje informace o této relaci. Pokud chce mobilní telefon použít GPRS, musí se nejprve připojit a potom aktivovat PDP kontext. Tím mu je přidělena datová struktura PDP kontext v SGSN, které právě obsluhuje účastníka, a v GGSN sloužící jako přístupový bod účastníka. Data obsahují:
- IP adresu účastníka
- IMSI účastníka
- Identifikátor koncového bodu tunelu (anglicky Tunnel Endpoint ID, TEID) účastníka na GGSN
- TEID účastníka na SGSN

TEID je číslo přidělené GSN, které identifikuje tunelovaná data vztahující se k určitému PDP kontextu.
Jednu IP adresu může používat několik PDP kontextů. Sekundární PDP Context Activation postup může sloužit pro aktivaci PDP kontextu při opakovaném použití PDP adresy a dalších informací v již aktivním PDP kontextu s jiným QoS profilem. Všimněte si, že označení sekundární se vztahuje k proceduře, ne k výsledným PDP kontextům, které nemají takový vztah s jednou PDP adresou, které je použita opakovaně.
Současně může existovat až 11 PDP kontextů (s libovolnou kombinací primární a sekundární). Pro jejich rozlišení slouží Network Service Access Point Identifier.

## Referenční body a rozhraní
Síťové standardy definují řadu rozhraní a referenčních bodů v jádře sítě GPRS. Referenční body jsou logická připojovací místa, které jsou obvykle propojena s jinými referenčními body. Některé z nich jsou zobrazeny na obrázku struktury sítě.

### Rozhraní v síti GPRS
GaRozhraní slouží pro přenos účtovacích záznamů CDR z uzlů GSN na účtovací bránu (anglicky charging gateway, CG). Toto rozhraní používá protokol GTP s úpravami pro přenos CDR (nazývaný GTP' a GTP prime).
GbRozhraní mezi subsystémem základnových stanic a SGSN. Používá protokol Frame Relay nebo IP.
IuRozhraní mezi Radio Network Controller (RNC) a SGSN. Slouží pro přenos signalizace i datového obsahu (payloadu).
GcRozhraní mezi GGSN a HLR, které umožňuje GGSN získat informace o tom, kde se nachází mobilní stanice. Aby nebylo nutné v GGSN implementovat protokoly SS7 a protokol MAP, je toto rozhraní volitelné. Není-li přítomno, směruje GGSN dotazy na HLR přes SGSN.
GdRozhraní mezi SGSN a SMS branou. Používá protokol MAP verze 1, 2 nebo 3.
GeRozhraní mezi SGSN a řídicími body služby (Service Control Point, SCP), používá protokol CAP.
GfRozhraní mezi SGSN a registrem mobilních zařízení (EIR), který se používá pro vyhledávání identifikačního číslo mobilního zařízení (IMEI) v seznamu nahlášených odcizených mobilních telefonů.
GiRozhraní mezi GGSN a veřejnou datovou sítí (PDN); nejčastěji propojení do sítě Internet, které může být prostřednictvím WAP brány.
GmbRozhraní mezi GGSN a servisního střediskem Broadcast-Multicast (BM-SC), který se používá pro řízení MBMS poskytovatelů.
GnRozhraní mezi SGSN a dalšími uzly SGSN a (interními) uzly GGSN používající protokol IP. Toto rozhraní používá také DNS. Používá protokol GTP.
GpRozhraní mezi vnitřním SGSN a vnějšími GGSN na bázi IP. Mezi SGSN a vnějšími GGSN je hraniční brána (což je v podstatě firewall). Používá protokol GTP.
GrRozhraní mezi SGSN a HLR. Rozhraní používá protokol MAP3.
GsRozhraní mezi SGSN a MSC (VLR). Používá protokol BSSAP+. Toto rozhraní umožňuje paging a stanice dostupnost když se provádí přenos dat. Je-li stanice připojena k síti GPRS, SGSN si udržuje informaci, ve které směrovací oblasti (anglicky Routing Area, RA) je stanice připojena. RA je součástí větší oblasti výskytu (anglicky Location Area, LA). Když se navazuje spojení se stanicí stránkováním (anglicky paging), tato informace se používá k šetření síťových prostředků. Když stanice poskytuje PDP kontext, SGSN zná přímo BTS, přes kterou je stanice připojena.
GxRozhraní on-line politiky mezi GGSN a funkcí pravidel zpoplatnění (anglicky charging rules function, CRF). Slouží k poskytování služebního datového toku podle účtovacích pravidel. Používá protokol DIAMETER.
GyOn-line účtovací rozhraní mezi GGSN a on-line účtovacím systémem (anglicky online charging system, OCS). Používá protokol DIAMETER (resp. Diameter Credit-Control Application, DCCA).
GzOff-line účtovací rozhraní (používající CDR) mezi GSN a CG. Používá GTP'.
LgRozhraní mezi SGSN a Gateway Mobile Location Center (GMLC), které se používá pro Location Based Services.
S6dRozhraní mezi SGSN a Home Subscriber Server (HSS) pro přenos účtovacích a autentizačních dat o účastníkovi na HSS. Pro autentizaci a autorizaci přístupu účastníka používá protokol DIAMETER.